# 克利夫兰桥
克利夫兰桥（Cleveland Bridge）是英格兰世界遗产城市巴斯埃文河上的一座桥梁，已列为II*级登录建筑 。其特色是装饰桥头的四座小屋，风格类似古希腊神庙。

## 位置
克利夫兰桥在巴斯威克和沃尔科特之间跨越埃文河，连接埃文河北侧的A4公路（伦敦路）与A36公路。

## 历史
克利夫兰桥由威廉·哈兹莱丁（科尔布鲁克代尔铁厂）建于1826年， ，建筑师亨利·古德里奇 。它位于古罗马渡口的原址上，以第三代克利夫兰公爵命名。克利夫兰桥在巴斯威克跨越埃文河，使乔治时代的巴斯得以进一步发展到河的南侧。它由建筑师亨利古德里奇设计，当时供马车和行人通过，使用金色的巴斯岩和优雅的铸铁建造。

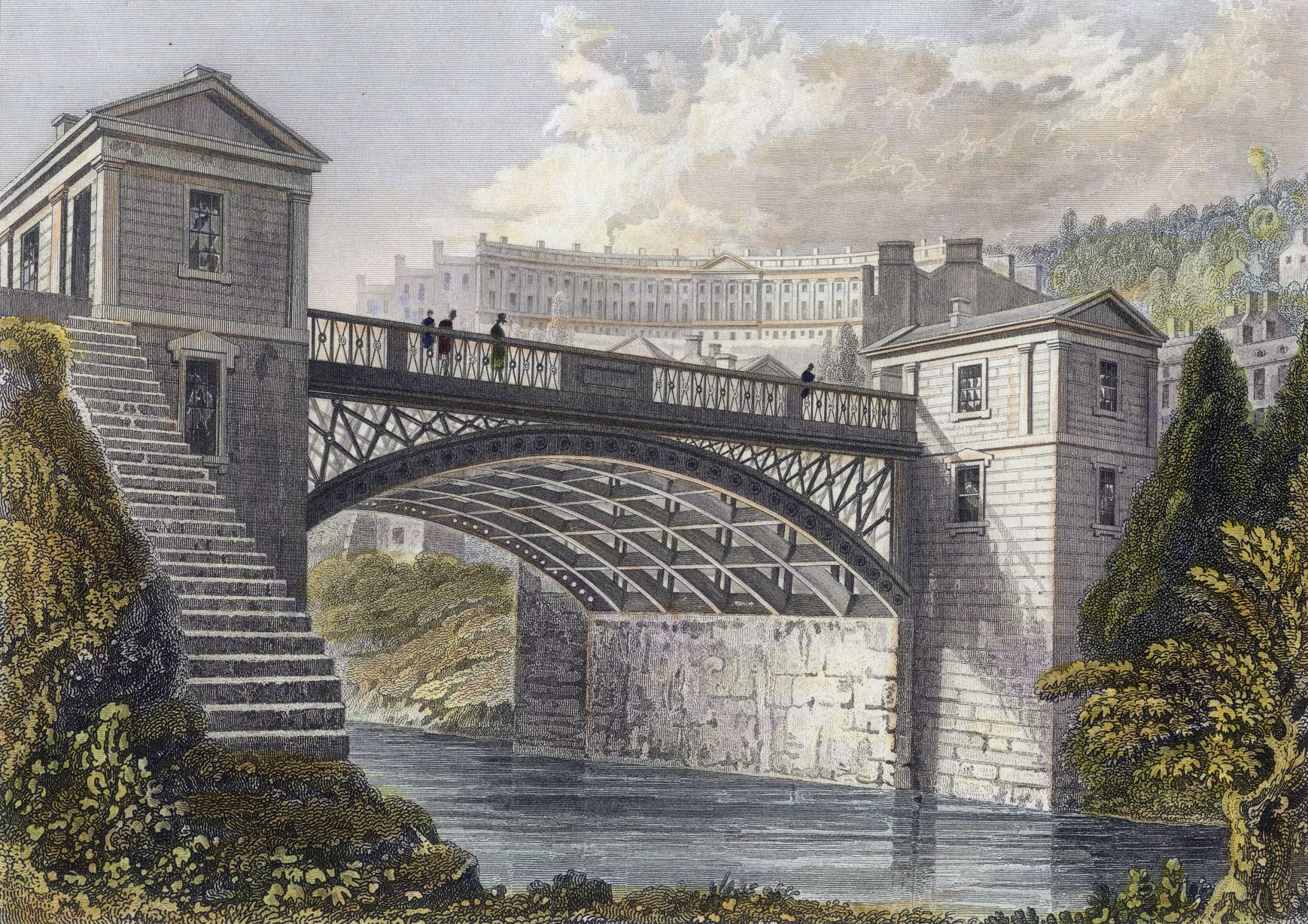

桥的四角各有一个优雅的新古典主义风格的小型建筑，带有柱廊的正立面面向桥面，类似小型的希腊神庙。其中圣约翰路1号作为收费站，向过桥者收取过桥费，另外三栋出租给私人居住或经营。这些住宅面积较小，楼上只有一间房间，中间层有两间，一间地下室每年冬天会被水淹没。
克利夫兰桥用当地众多的富裕市民认购的资金建造，专门成立巴斯威克桥公司，以便投资者通过收费获得投资回报。公司解散后，收费固定在一便士。然而在19世纪开始通货膨胀，到1920 年代，通行费收入已不足以支付桥梁的运行和维护费用。1925年，市议会从破产的巴斯威克桥公司手中接管这座桥。1927年6月20日，取消了通行费，并在1928-1929年进行了大规模修复。二战后，由于现金和物资的短缺，逐渐年久失修。到1980年代，三座小屋都被废弃。一群当地人成立了一个慈善机构巴斯历史建筑信托长期租赁并修复了这些小屋。
2019年的一项调查显示，一些结构部件已接近使用寿命，从2020年1月开始实行18吨重的临时限制。  2021年，交通部出资350万英镑开始大修工程，包括暂时关闭大桥。

## 现状

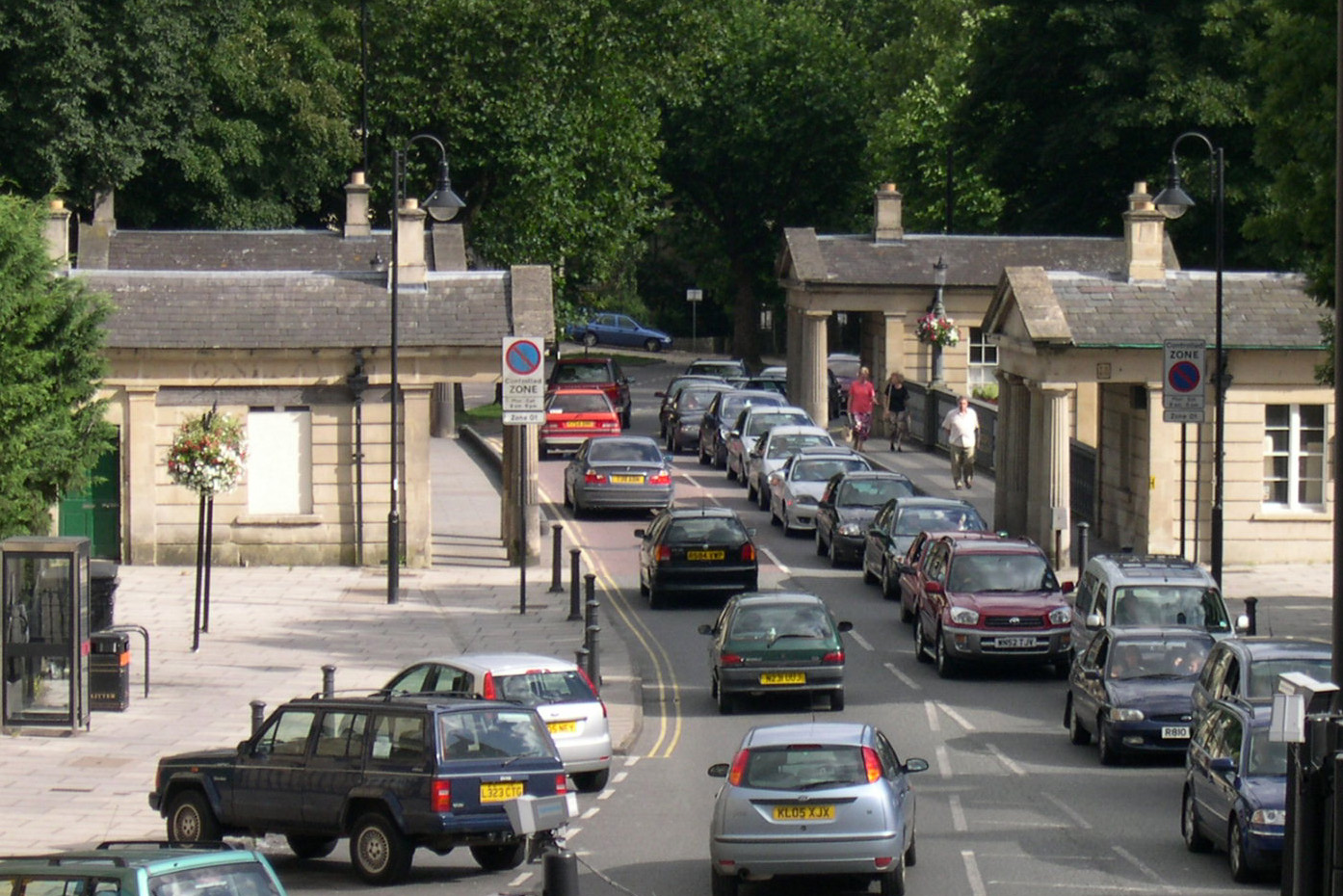

克利夫兰桥的独特小屋现在恢复了它们以前的辉煌，并重新用作住宅。其中2号是陶瓷艺术家彼得·海斯的雕塑工作室。